# Chiesa di San Giovanni Battista (Monterosso al Mare)
La chiesa di San Giovanni Battista è un luogo di culto cattolico situato nel comune di Monterosso al Mare, in piazza don Giovanni Minzoni, in provincia della Spezia. La chiesa è sede della parrocchia omonima del vicariato della Riviera della diocesi della Spezia-Sarzana-Brugnato.

## Storia e descrizione

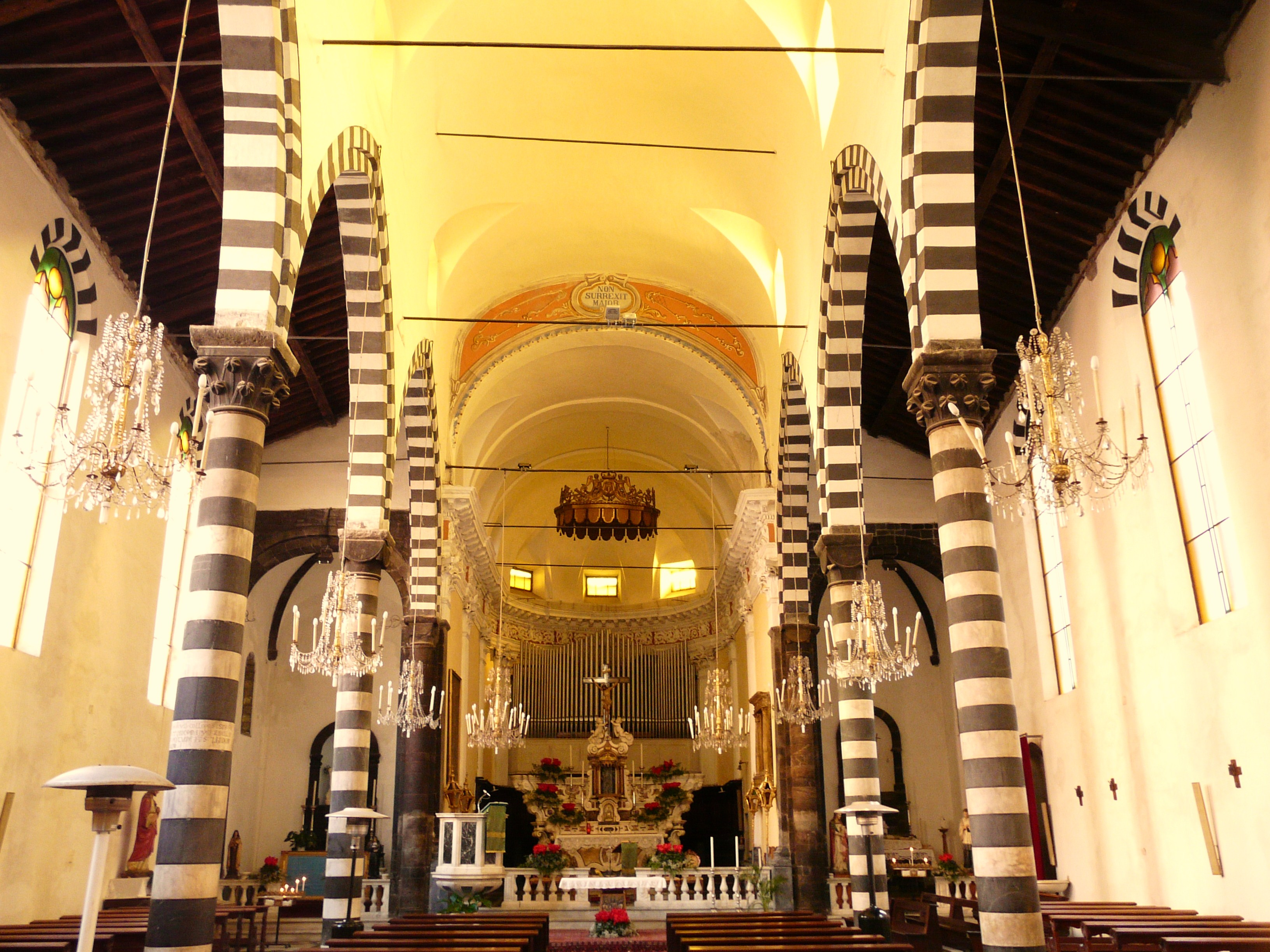
Particolare dell'interno

La chiesa parrocchiale di Monterosso è stata edificata tra il XIII e il XIV secolo e ristrutturata in epoca barocca. Per le sue caratteristiche architettoniche rappresenta un esempio di puro stile gotico genovese, maggiormente posto in evidenza dopo il restauro conservativo effettuato tra il 1963 e il 1964.
La facciata, datata al 1307, è caratterizzata da un paramento bicromo bianco e serpentino scuro. Un grande rosone in marmo bianco riccamente scolpito è posto sopra il portale principale; nella lunetta del portale è un affresco del XVIII secolo ritraente il Battesimo di Cristo.
La struttura interna è a pianta basilicale con una partizione a tre navate. Una delle colonne reca un'iscrizione incisa in caratteri medievali. 
Vi sono conservati il fonte battesimale, realizzato nel 1360, una tela della Madonna del Rosario - alla parete destra del presbiterio - opera della scuola pittorica di Luca Cambiaso, e una Crocifissione sulla parete sinistra di un ignoto pittore genovese del XVII secolo. L'altare maggiore, così come gli stalli in legno, è stato commissionato nel 1734.
A fianco della zona absidale, incluso in una costruzione porticata di epoca posteriore, è il campanile che in origine era una medievale torre di vedetta. La torre faceva parte delle fortificazioni costruite dalla Repubblica di Genova nel XIII secolo; con merlatura ghibellina, è stata sopraelevata nel XV secolo e in parte ricostruita nel XVIII secolo dopo un terremoto che l'aveva danneggiata.